# NGC 6565
NGC 6565 (другие обозначения — PK 3-4.5, ESO 456-PN70) — планетарная туманность в созвездии Стрелец.
Этот объект входит в число перечисленных в оригинальной редакции «Нового общего каталога».